# Хакон Могучий
Хакон Могучий (Хакон Сигурдссон, также Хокон; др.-сканд. Hákon Sigurðsson, норв. Håkon Sigurdsson; убит в 995) — сын Сигурда Хаконсона, хладирский ярл, фактический правитель Норвегии в 970—995 годах.

## Биография

### Ярл Ладе
Сигурд Хаконссон, отец Хакона Могучего, был хладирским ярлом и на момент гибели короля Хакона Доброго, согласно саге, правил в Тронхейме, Фьордах и Трёнделаге. Сигурд, бывший другом и советником погибшего короля, был сожжен в Эгло (современная деревня Скафталь) по приказу Харальда II Серая Шкура в 962 году. Матерью Хакона была Бергльот Торедоттир, дочь ярла Мёре Торе Рагнвальдссона и Алоф Харальддоттир, дочери Харальда Прекрасноволосого. То есть, по материнской линии Хакон являлся родственником династии великих конунгов (королей) Норвегии — Хорфагеров.
Сразу же после гибели отца Хакон в Тронхейме был провозглашен ярлом. Под его знамена стали стекаться люди, недовольные правлением Харальда Серой Шкуры и его братьев. Началось открытое противостояние, длившееся три года, после чего сторонам удалось замириться на условиях статус-кво, но никого из правителей такое положение не устраивало, поэтому вскоре война между хладирским ярлом и великим конунгом разгорелась вновь. Воспользовавшись тем, что войска Харальда Серой Шкуры отправились в Тронхейм, Хакон направил свои корабли в Мёре, где оборона была поручена Грьотгарду Хаконссону, его дяде, который был ключевым участником заговора против Сигурда Хаконссона — помог великому конунгу убить своего брата. Хакон Могучий отомстил за отца, убив в битве Грьотгарда.
После этого Хакон отправился в Данию ко двору Харальда I Синезубого, у которого нашёл поддержку в борьбе против норвежского короля. Около 970 года в морском сражении между норвежцами и датчанами войско Харальда Серой Шкуры было разбито, а сам норвежский конунг погиб. Хакон стал править Норвегией как вассал датского короля Харальда Синезубого, но по сути являлся самостоятельным правителем. Известно, что по поручению Харальда Синезубого Хакон убил ярла Гёталанда Оттара.

### Правитель Норвегии
Первые годы правления Хакона в Норвегии прошли в противостоянии с родственниками покойного Харальда Серой Шкуры — его матерью Гуннхильд Матерью Конунгов и её детьми Рагнфрёдом и Гудрёдом. В 971—972 годах состоялся поход Рагнфрёда, бежавшего на Оркнейские острова, в Норвегию. Решающее сражение произошло в Согне. Войска Рагнфрёда были разгромлены.
Около 973 или 974 года Хакон поддерживал Харальда Синезубого в борьбе против императора Оттона II (в саге это противостояние описано позже — под 982/983 годами и совпадает со Лютичским восстанием). Ярл Хакон успешно оборонял от имперских войск вал Даневирке, но затем войска Оттона все же одержали победу, заставив Харальда Синезубого подтвердить своё крещение. По условиям мирного договора креститься были обязаны также сын Харальда, Свен Вилобородый и норвежский ярл Хакон, однако оба они были ярыми приверженцами язычества. Хакон после этого разорвал свои отношения с Харальдом и перестал платить датскому королю налоги. Вернувшись в Норвегию Хакон вернулся к язычеству.
В конце 970-х или начале 980-х годов, король Харальд Синезубый, узнав об отступлении Хакона от христианской веры и о вторжении норвежских войск в датские земли, начал войну с ярлом, разорив земли, которыми правил Хакон. В 986 году во время развернувшегося противостояния между Харальдом и его сыном Свеном датский король умер. Согласно саге он погиб, получив смертельные раны в битве (причины смерти Харальда являются предметом споров). Новый король, Свен I Вилобородый грозился пойти войной против Хакона, который фактически больше не подчинялся Дании. В том же 986 году состоялось сражение при Хьёрунгаваге между флотом ярла Хакона и его сыновей и флотом йомсвикингов, которые принесли Свену Вилобородому обет убить Хакона. Победу одержал норвежский флот, а Хакон еще больше укрепил свою власть и усилил независимость от Дании.
Долгое время бонды (крупные землевладельцы) поддерживали Хакона и соблюдали мир. Но затем, если верить саге, Хакон начал распутничать. Он имел множество женщин, дочерей местной элиты, с которыми проводил пару недель и отсылал домой, чем вызвал рост недовольства среди населения. Это совпало со временем возвращения в Норвегию Олафа Трюггвасона из рода Хорфагеров, наследника первого короля Норвегии. В 995 году началось восстание против Хакона, который бежал к своей любовнице, Торе из Римуля (в Мельхусе).
Олафу удалось разузнать, что Хакон находится в доме у Торы. Узнавший об этом раб Хакона Тормод Карк, испугавшись расправы, убил господина и отрезал ему голову, которую преподнес затем Олафу. Впрочем, это не помогло Карку, который поплатился за своё предательство: его голова была отрублена вслед за головой ярла Хакона. Обе головы были вывешены на всеобщее обозрение в Нидархольме (окрестности современного Тронхейма) в знак победы Олафа Трюггвасона.

### Семья
Сага отмечает, что Хакон был «большой женолюб», и у него было много детей. Женат Хакон Могучий был на Торе Скагидоттир, дочери Скаги сына Скофти. У них было трое детей:
- Свейн — хладирский ярл, фактически правитель Норвегии в 1000—1015 годах (вместе с братом Эйриком).
- Хеминг
- Бергльот — стала женой норвежского государственного деятеля Эйнара Брюхотряса, сражавшегося на стороне Олафа Трюггвасона у Свольдера.

От разных женщин:
- Эйрик — хладирский ярл, фактический правитель Норвегии в 1000—1014 годах (вместе с братом Свейном), позднее — эрл Нортумбрии.
- Рагнхильд — замужем за Скофти Скагессоном, её дядей.
- Эрленд — погиб в 995 году в морском бою с флотом Олафа Трюггвасона.
- Сигрид — мать Ивара Белого, ярла Оппланна.
- Ауд Хаконсдоттир — по саге об Ингваре Путешественнике — жена шведского короля Эрика Победоносного.
- Сигурд
- Эрланд
- Рамвейг
- Хемминг